# Navarri
Navarri es una localidad española perteneciente al municipio de Foradada del Toscar, en la Ribagorza, provincia de Huesca, Aragón. Su lengua propia es el aragonés mediorribagorzano.

## Historia
Según Iglesias Costa, Navarri tiene sus orígenes sobre el año 760.
Perteneció al monasterio de San Victorián hasta el año 1874, cuando pasó al obispado de Barbastro.

## Urbanismo
El pueblo se estructura en torno a una calle que desemboca en una plaza.

## Patrimonio
- Iglesia parroquial de estilo románico, del siglo XII, con presbiterio y altar del XVII. Alberga también pinturas renacentistas.[1]

## Festividades
- Segundo fin de semana de mayo.[1]
- 15 de agosto.[1]